# 柴田駿 (サッカー選手)
柴田 駿（しばた しゅん, 1997年6月15日 - ）は、愛知県豊田市出身のサッカー選手。Iリガ・GKSカトヴィツェ所属。ポジションはMF。

## 経歴
名古屋グランパスのユース出身。ドイツ5部リーグのクラブでサッカー選手となると、2019年に所属したラトビア2部リーグのFKアウダでは6得点を記録。2020年にポーランド4部のオリンピア・ザンブルフに移籍し、33試合に出場した。2021年に同国2部、Iリガのストミール・オルシュティンにステップアップした。初年度の2021-22シーズンは12試合の出場にとどまり、チームも3部へ降格したが、翌2022-23シーズンに32試合2得点と活躍。2023年7月21日に2部のGKSカトヴィツェへ加入した。